# Anjuli Knäsche
Anjuli Knäsche (ur. 18 października 1993 w Preetzu) – niemiecka lekkoatletka, tyczkarka.
Medalistka mistrzostw Niemiec w różnych kategoriach wiekowych (w tym seniorów).

## Osiągnięcia
| Rok  | Impreza                        | Miejsce   | Lokata            | Wynik |
| ---- | ------------------------------ | --------- | ----------------- | ----- |
| 2011 | Mistrzostwa Europy juniorów    | Tallinn   | 6. miejsce        | 4,10  |
| 2012 | Mistrzostwa świata juniorów    | Barcelona | 4. miejsce        | 4,15  |
| 2015 | Młodzieżowe mistrzostwa Europy | Tallinn   | 7. miejsce        | 4,15  |
| 2017 | Uniwersjada                    | Tajpej    | 6. miejsce        | 4,20  |
| 2022 | Mistrzostwa Europy             | Monachium | el. – 14. miejsce | 4,40  |
| 2023 | Halowe mistrzostwa Europy      | Stambuł   | el. – 16. miejsce | 4,30  |
| 2023 | Mistrzostwa świata             | Budapeszt | el. – 27. miejsce | 4,35  |
| 2024 | Mistrzostwa Europy             | Rzym      | 11. miejsce       | 4,43  |
| 2024 | Igrzyska olimpijskie           | Paryż     | 14. miejsce       | 4,40  |
| 2025 | Halowe mistrzostwa Europy      | Apeldoorn | el. – 14. miejsce | 4,30  |

## Rekordy życiowe
- skok o tyczce (stadion) – 4,55 (2016)
- skok o tyczce (hala) – 4,55 (2024)